# Marlis Gielen
Marlis Gielen (* 10. September 1959 in Straelen) ist eine deutsche Theologin. Sie unterrichtet als Professorin für Neues Testament an der Universität Salzburg.

## Leben
Sie studierte von 1978 bis 1984 katholische Theologie und klassische Philologie (Latein) an der Universität Bonn. Das 1. Staatsexamen für das Lehramt Sekundarstufe II/I (Gymnasium) legte sie 1984 ab. Die Promotion zum Dr. theol. erfolgte 1989 durch die Katholisch-Theologische Fakultät in Bonn mit der Arbeit Tradition und Theologie neutestamentlicher Haustafelethik. Ein Beitrag zur Frage einer christlichen Auseinandersetzung mit gesellschaftlichen Normen (Betreuer: Helmut Merklein) und die Habilitation 1997 mit der Arbeit Der Konflikt Jesu mit den religiösen und politischen Autoritäten seines Volkes im Spiegel der matthäischen Jesusgeschichte (Betreuer: Helmut Merklein). Von 1984 bis 1988 war sie wissenschaftliche Hilfskraft am Neutestamentlichen Seminar der Katholisch-Theologischen Fakultät in Bonn. Von 1988 bis 1990 absolvierte sie den Referendardienst am Studienseminar Aachen II mit schulpraktischer Ausbildung am Bischöflichen Pius-Gymnasium Aachen. Das 2. Staatsexamen für das Lehramt Sekundarstufe. II/I (Gymnasium) legte sie 1990 ab. Von 1990 bis 1993 unterrichtete sie als Studienrätin für die Fächer Kath. Religionslehre und Latein am Cusanus-Gymnasium Erkelenz. Seit 1. Oktober 2000 lehrt sie als Universitätsprofessorin für Neutestamentliche Bibelwissenschaft an der Katholisch-Theologischen Fakultät der Universität Salzburg.